# Mesolecanium mayteni
Mesolecanium mayteni  (лат.) — вид полужесткокрылых насекомых-кокцид рода Mesolecanium из семейства ложнощитовки (Coccidae).

## Распространение
Южная Америка, Бразилия (Sao Paulo).

## Описание
Питаются соками бересклетовых растений таких как Maytenus (Celastraceae). Вид был впервые описан в 1900 году бразильским энтомологом Адольфом Хемпелем (Hempel, Adolph; 1870—1949) под первоначальным названием Lecanium mayteni Hempel, 1900.
Таксон Mesolecanium mayteni включён в состав рода Mesolecanium (триба Coccini) вместе с таксонами M. argaformis, M. campomanesiae, M. baccharidis, M. inflatum, M. ferum, M. lucidum, M. marmoratum, M. obscurum, M. planum, M. pseudosemen, M. jaboticabae, M. rhizophorae, M. uvicola и другими.